# Hauteville-Lompnes
Hauteville-Lompnes ([otvil lɔn] ⓘ) ist eine ehemalige Gemeinde und heutige Commune déléguée im französischen Département Ain in der Region Auvergne-Rhône-Alpes. Sie enthielt den Verwaltungssitz des Kantons Hauteville-Lompnes im Arrondissement Belley und Verwaltungssitz des Gemeindeverbands Plateau d’Hauteville. Durch ein Dekret vom 12. Dezember 2018 und mit Wirkung vom 1. Januar 2019 wurde sie mit Cormaranche-en-Bugey, Hostiaz und Thézillieu zur Commune nouvelle Plateau d’Hauteville fusioniert.

## Geographie

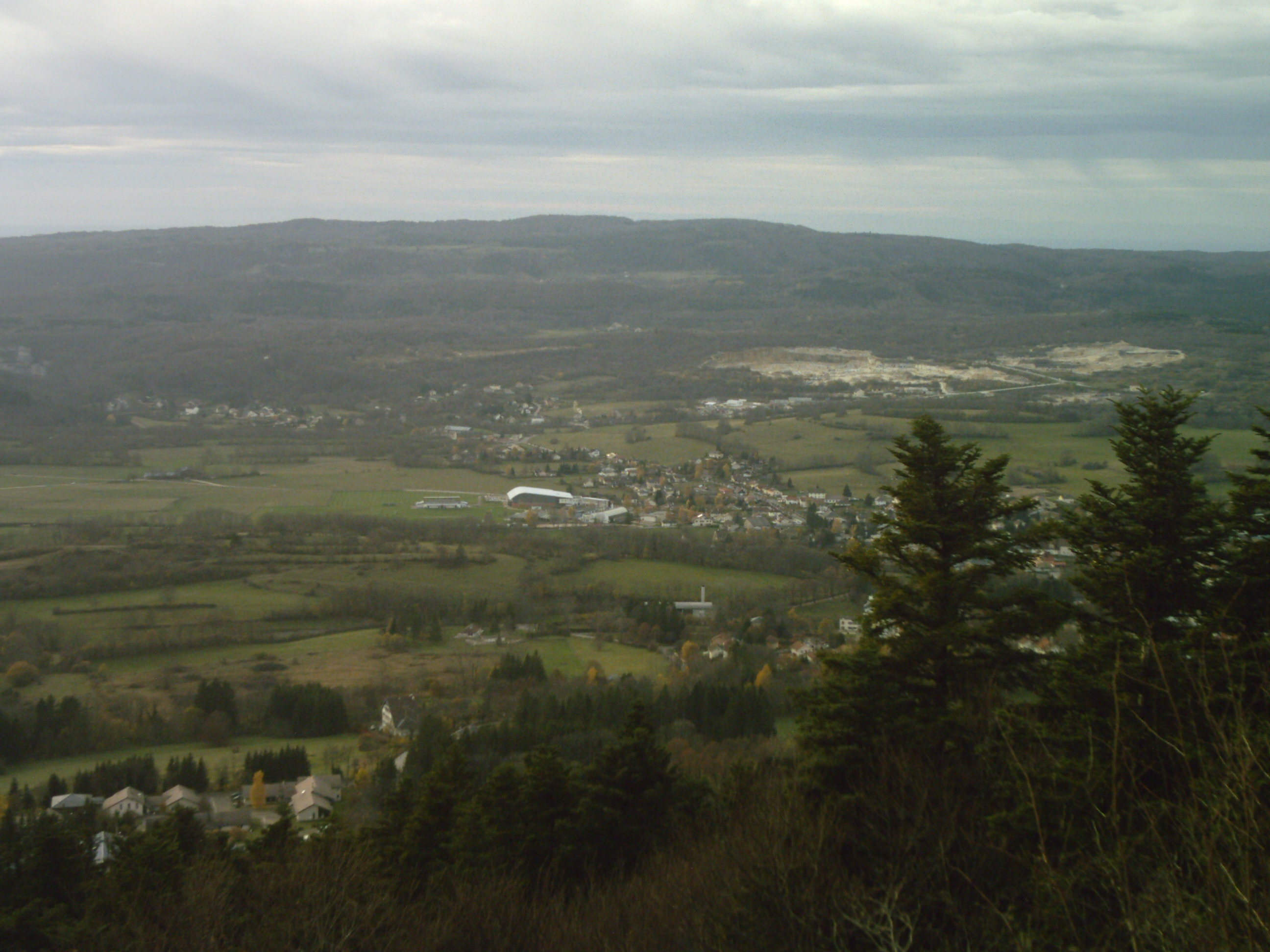
Blick auf Hauteville-Lompnes

Hauteville-Lompnes liegt auf 810 m, etwa 20 Kilometer östlich der Stadt Ambérieu-en-Bugey und 38 km südöstlich der Präfektur Bourg-en-Bresse (Luftlinie). Der Höhenkurort erstreckt sich im zentralen Bugey, leicht erhöht am östlichen Rand einer breiten Senke des Hochjuras, die zum Plateau d’Hauteville zählt, am Fuß des Höhenzuges des Planachat.
Die Fläche des 50,34 km² großen Gemeindegebiets umfasst einen Abschnitt des südlichen französischen Juras. Der zentrale Teil wird von einer breiten in Nord-Süd-Richtung orientierten Mulde (im Mittel auf 780 m) eingenommen, die eine Synklinale im Faltenjura bildet. Im Süden dieser Senke liegt das ausgedehnte Moorgebiet Marais de Vaux mit dem Moorsee Étang des Lésines. Entwässert wird das Gebiet durch die Albarine, welche von Norden her die Senke erreicht, quer hindurch fließt und westlich davon mit einem Wasserfall (Cascade de Charabotte) in ein tief eingeschnittenes Erosionstal umgeben von markanten Felswänden stürzt.
Im Osten wird die Senke vom bewaldeten Höhenrücken flankiert, der sich vom Planachat nordwärts über den Kamm der Combe de Mazière (mit 1240 m die höchste Erhebung von Hauteville-Lompnes) und den Col de la Rochette bis zum Bois de la Valorse (1200 m) hinzieht. Diese Antiklinale trennt das Plateau d’Hauteville vom östlich gelegenen Valromey. Nach Westen reicht das Gemeindeareal über eine Reihe von schmalen Kämmen bis zum Tré Pellay (1011 m). Auch die südlich an die Schlucht der Albarine anschließenden Höhenzüge mit Dergis (1000 m), Forêt Domaniale de Jailloux und dem Plateau von Longecombe gehören zur Gemeinde.
Die Gemeinde bestand aus den beiden heute zusammengewachsenen Hauptsiedlungen Hauteville (810 m) und Lompnes (820 m) sowie zahlreichen Dörfern, Weilern und Gehöften, darunter:
- L'Orcet (850 m) oberhalb von Hauteville
- Les Lésines (770 m) am Rand des Marais de Vaux
- Nantuy (740 m) am oberen Eingang in die Gorges de l’Albarine
- La Ragiaz (815 m) am Rand des Bois de l’Esclas
- Lacoux (800 m) auf einem Geländevorsprung nördlich der Gorges de l’Albarine
- La Bertinière (835 m) auf dem Plateau nördlich der Gorges de l’Albarine
- Longecombe (820 m) auf dem Plateau südlich der Gorges de l’Albarine
- Grand Dergis (900 m) am Westabhang des Höhenzuges Dergis
- Dergis-Sainte-Anne (870 m) am Westabhang des Höhenzuges Dergis
- Dergis-Michaud (890 m) am Westabhang des Höhenzuges Dergis
- Cérarge (870 m) westlich der Talsenke von Longecombe
- Pouvillieu (890 m) auf einem Sattel südlich von Longecombe

Nachbarorte von Hauteville-Lompnes sind Aranc und Champdor-Corcelles mit Champdor im Norden, Ruffieu und Lompnieu im Osten, Cormaranche-en-Bugey, Thézillieu und Hostiaz im Süden sowie Tenay, Chaley und Évosges im Westen.

## Geschichte
Das Gemeindegebiet von Hauteville-Lompnes war schon sehr früh besiedelt. Es wurden Zeugnisse der Anwesenheit des Menschen während des Neolithikums sowie während der Römerzeit gefunden.
Erstmals urkundlich erwähnt wird Hauteville im Jahre 1137 unter dem Namen Alta Villa (in der Bedeutung von hohes, hochgelegenes Dorf); von 1563 ist die Schreibweise Aute Ville überliefert. Lompnes entstand bei einem im 12. Jahrhundert errichteten Herrschaftssitz der Grafen von Savoyen, denen das ganze Gebiet seit dem 11. Jahrhundert unterstand. Mit dem Vertrag von Lyon gelangten Hauteville und Lompnes im Jahre 1601 an Frankreich.
Zu Beginn des 20. Jahrhunderts entwickelten sich die damals noch eigenständige Gemeinden bildenden Dörfer Hauteville und Lompnes zu bedeutenden, europaweit bekannten Höhenkurorten für Tuberkulosekranke. Dies führte zum Bau von zahlreichen Sanatorien und zu einem touristischen und wirtschaftlichen Aufschwung des Plateau d’Hauteville. 1909 wurde mit dem Bau einer Trambahn von Tenay nach Hauteville begonnen, welche aufgrund der schwierigen Topographie durch eine Reihe von Tunnels führen sollte. Die Arbeiten wurden jedoch mit dem Beginn des Ersten Weltkrieges eingestellt. Beide Dörfer erlebten ein rasches Wachstum und schlossen sich mit Wirkung auf den 31. Juli 1942 zur Gemeinde Hauteville-Lompnes zusammen. Zu einer weiteren Gebietsveränderung kam es am 1. September 1964, als die vorher selbständigen Gemeinden Lacoux und Longecombe nach Hauteville-Lompnes eingemeindet wurden.
Seit dem 19. Jahrhundert wird bei Hauteville-Lompnes Jurakalkstein abgebaut, der unter anderem auch beim Bau des Empire State Building in New York und des Kapitols in Washington benutzt wurde.

## Sehenswürdigkeiten

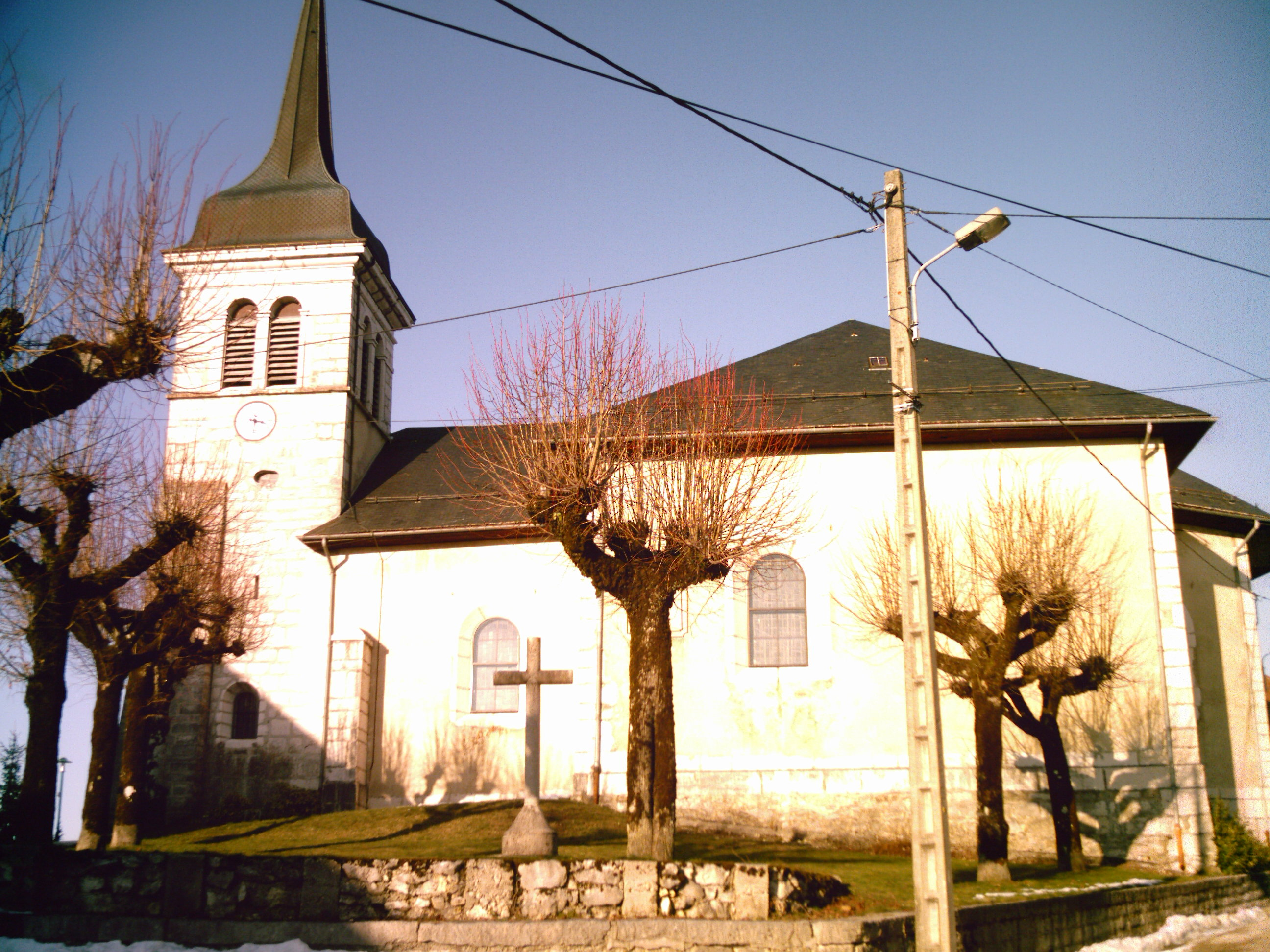
Pfarrkirche Notre-Dame

Die Pfarrkirche Notre-Dame wurde im 19. Jahrhundert neu erbaut. Zu den weiteren Gotteshäusern zählen die romanische Kapelle Saint-Pierre in Lompnes, die Chapelle Notre-Dame de Mazières (ursprünglich aus dem 16. Jahrhundert, im 19. Jahrhundert neu erbaut) in einem abgelegenen Tal am Aufstieg zum Col de la Rochette sowie die Kirche von Lacoux und die im 17. Jahrhundert im spätgotischen Stil errichtete Kirche von Longecombe.

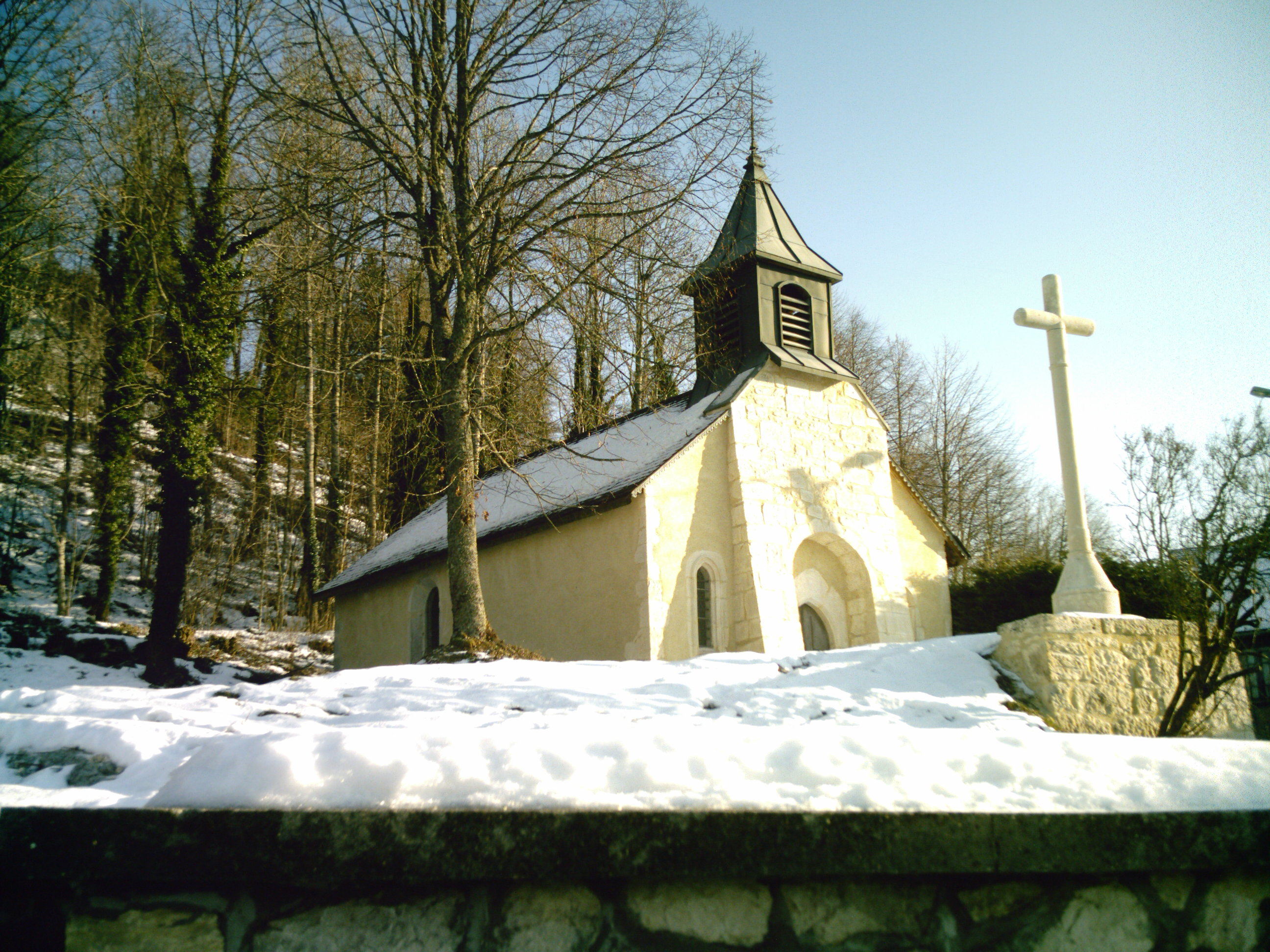
Kapelle Saint-Pierre in Lompnes

Das Château Angeville wurde 1640 auf den Ruinen des einstigen Herrschaftssitzes der Grafen von Savoyen errichtet. Es besitzt vier Türme und wurde zu einem Sanatorium umgebaut. Überreste einer Burg aus dem 12. Jahrhundert sind bei Longecombe sichtbar. In Lacoux befindet sich das Centre d’Art Contemporain, in dem Ausstellungen zeitgenössischer Kunst gezeigt werden.

## Bevölkerung
Mit 3603 Einwohnern (Stand 1. Januar 2022) gehörte Hauteville-Lompnes zu den mittelgroßen Gemeinden des Départements Ain. Nachdem die Einwohnerzahl zu Beginn des 20. Jahrhunderts markant zugenommen hatte, erreichte sie Mitte der 1950er Jahre den bisherigen Höchststand mit rund 5500 Dorfbewohnern. Danach gab es einen kontinuierlichen Rückgang zu verzeichnen. Bis um 2000 wurden verschiedene Schwankungen mit insgesamt rückläufiger Tendenz registriert. Seither erfolgte wieder eine deutliche Bevölkerungszunahme. Die Ortsbewohner von Hauteville-Lompnes heißen auf Französisch Hautevillois(es).
| Bevölkerungsentwicklung | Bevölkerungsentwicklung | Bevölkerungsentwicklung | Bevölkerungsentwicklung | Bevölkerungsentwicklung | Bevölkerungsentwicklung | Bevölkerungsentwicklung | Bevölkerungsentwicklung | Bevölkerungsentwicklung | Bevölkerungsentwicklung |
| ----------------------- | ----------------------- | ----------------------- | ----------------------- | ----------------------- | ----------------------- | ----------------------- | ----------------------- | ----------------------- | ----------------------- |
| Jahr                    | 1962                    | 1968                    | 1975                    | 1982                    | 1990                    | 1999                    | 2006                    | 2011                    | 2022                    |
| Einwohner               | 4.071                   | 3.841                   | 1.975                   | 3.597                   | 3.895                   | 3.662                   | 4.125                   | 3.971                   | 3.603                   |

## Wirtschaft und Infrastruktur
Hauteville-Lompnes war bis zu Beginn des 20. Jahrhunderts ein vorwiegend durch die Landwirtschaft und Forstwirtschaft geprägtes Dorf. Danach fand ein rascher Aufschwung zum Höhenkurort statt. Heute nimmt Hauteville-Lompnes als größte Gemeinde des näheren Umlandes seine zentralörtlichen Funktionen wahr. Es gibt zahlreiche Betriebe des Klein- und Mittelgewerbes (feinmechanische Industrie, Holzverarbeitung, Baugewerbe, elektronische Industrie) sowie verschiedene Einkaufsgeschäfte, welche den Bedarf von Einheimischen und Touristen abdecken.

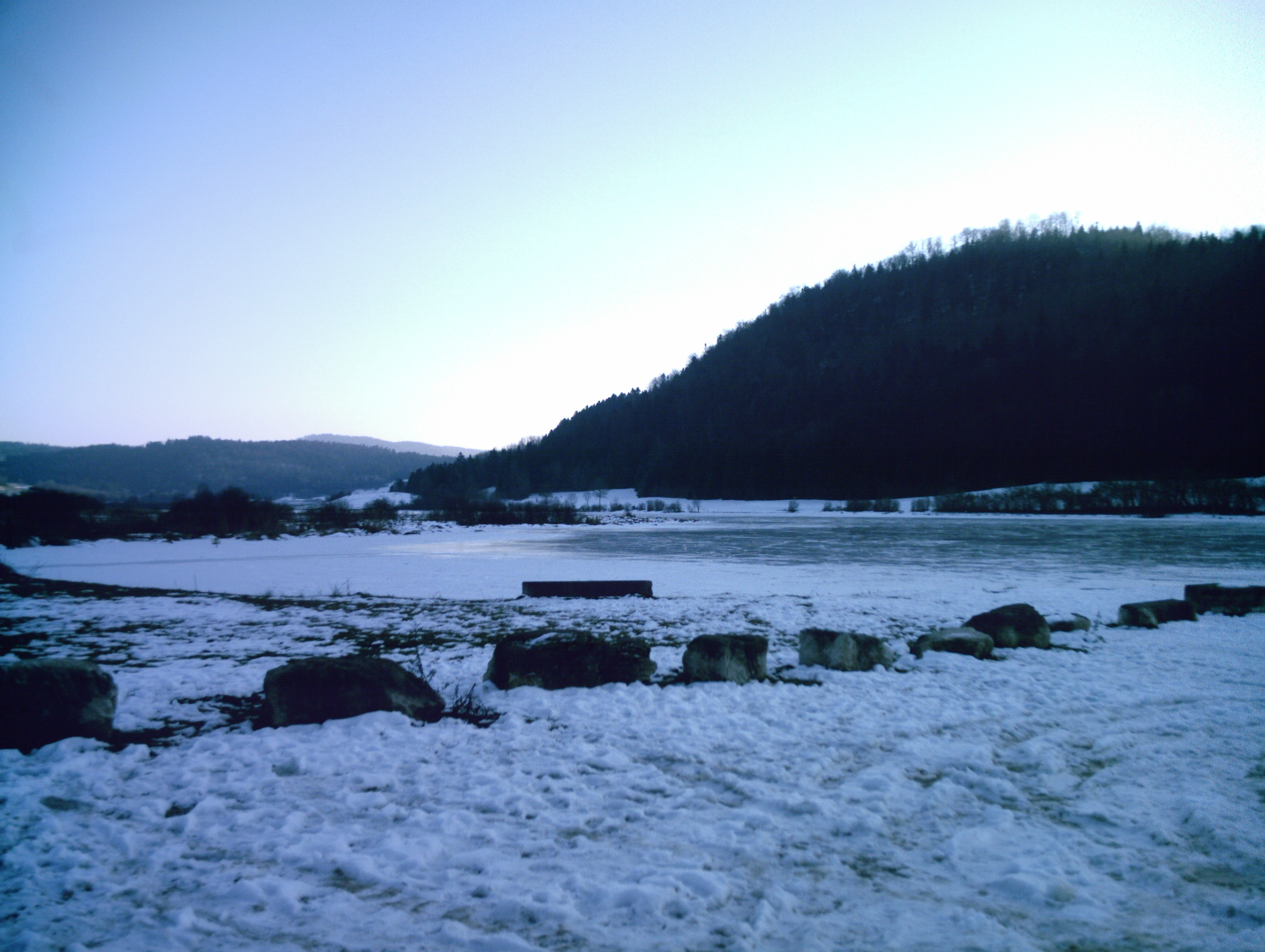
Der Moorsee Étang des Lésines im Winter

Auch heute gilt Hauteville-Lompnes als heilklimatischer Kurort. Die ehemaligen Sanatorien wurden zu Rehabilitationszentren umfunktioniert, anderweitig umgenutzt oder stehen zum Teil leer. Die Gemeinde ist ein beliebter Erholungsort und sowohl auf Sommer- als auch auf Wintersport ausgerichtet. Am Berghang östlich von Hauteville-Lompnes werden im Winter mehrere Abfahrtspisten betrieben, welche durch Skilifte erschlossen sind. Auf dem Plateau d’Hauteville werden jeweils Langlaufloipen gespurt. Im Weiteren stehen den Freizeitsportlern Fußballplätze, Tennisplätze, Sporthallen, eine Schwimmhalle, ein Freibad und ein Reitsportzentrum zur Verfügung. Die Gemeinde ist Standort eines Casinos.
Die Ortschaft ist verkehrsmäßig gut erschlossen. Sie liegt an einer Departementsstraße, die von Saint-Martin-du-Frêne über den Col de la Lèbe nach Artemare führt. Weitere regionale Straßenverbindungen bestehen mit Tenay, Jujurieux und über den Col de la Rochette mit Ruffieu im Valromey. Der nächste Anschluss an die Autobahn A40 bei Saint-Martin-du-Frêne befindet sich in einer Entfernung von ungefähr 25 Kilometern.
In Hauteville-Lompnes befinden sich eine Vorschule (école maternelle) eine Grundschule (école élémentaire) und eine Gesamtschule (collège, alle drei mit öffentlichem Träger).

## Städtepartnerschaften
Hauteville-Lompnes ist durch eine Städtepartnerschaft verbunden mit
- Ronneburg (Thüringen), Deutschland, seit 2003.

## Persönlichkeiten
- Roger Pingeon (1940–2017), Radrennfahrer
- David Vogel (1891–1944), österreichischer Dichter, Romanautor und Tagebuchschreiber; ermordet in Auschwitz